# Wolfgang Gratzer

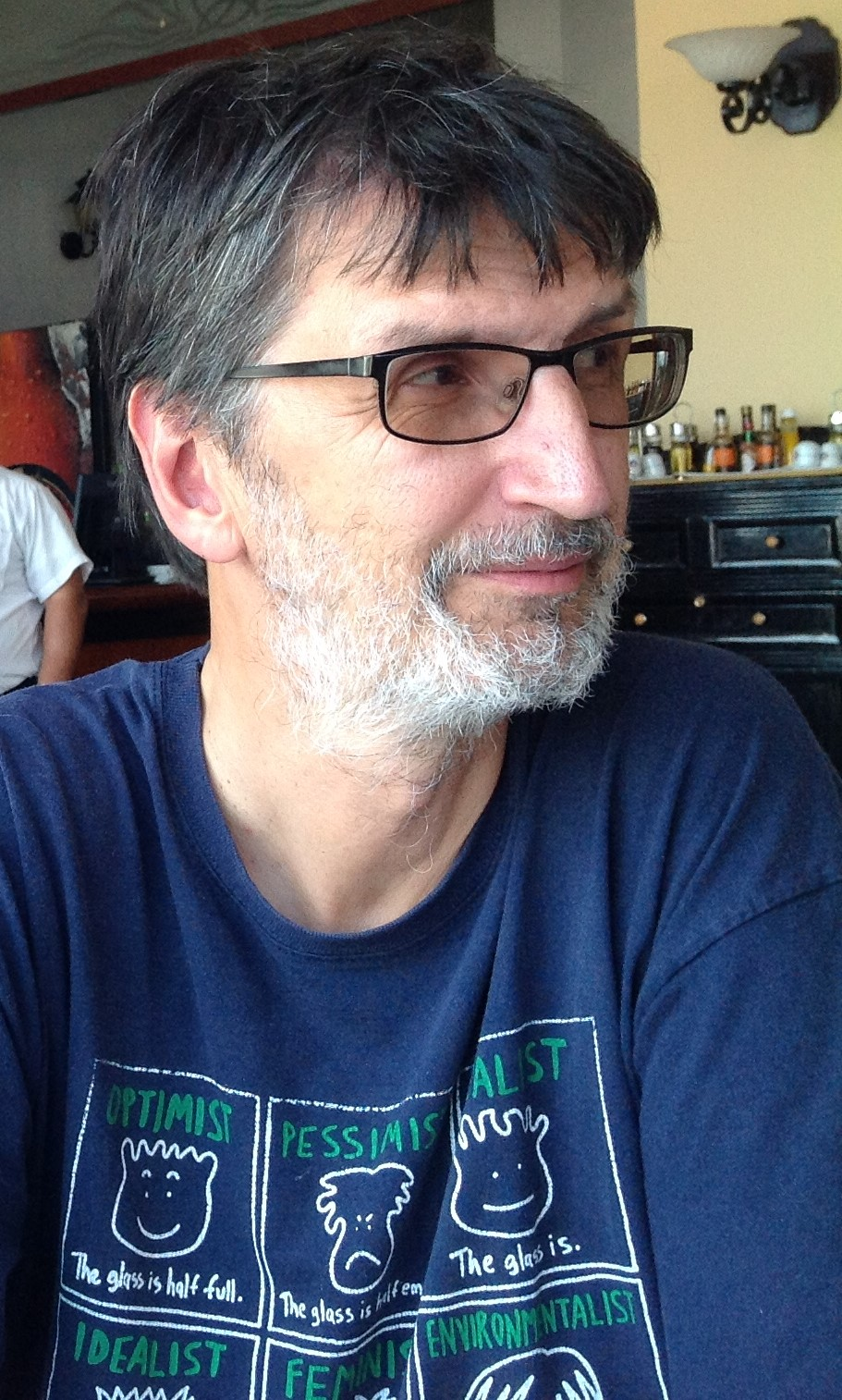
Wolfgang Gratzer während einer Forschungsreise zu Straßenkonzerten in Migrationskontexten
(Santiago di Cuba / Kuba, 2015)

Wolfgang Gratzer (* 6. April 1965 in Bad Vöslau, Österreich) ist ein österreichischer Musikwissenschaftler.

## Leben
Gratzer absolvierte seine geisteswissenschaftlichen Grundstudien (Musikwissenschaft sowie Publizistik- und Kommunikationswissenschaft) an der Paris-Lodron-Universität Salzburg (1983 bis 1988). An derselben Universität beendete er 1990 sein Doktoratsstudium mit der Dissertation Zur ‚wunderlichen Mystik‘ Alban Bergs. 2001 habilitierte er sich an der Universität Wien im Fach Musikwissenschaft mit der Schrift Komponistenkommentare. Beiträge zu einer Geschichte der Eigeninterpretation.
Seit 1989 arbeitet er an der Universität Mozarteum Salzburg, zuerst am Institut für Musikalische Hermeneutik, nach seiner Habilitation (2001) als Universitätsdozent für Musikwissenschaft. 2006 begründete er gemeinsam mit Joachim Brügge und Thomas Hochradner das Institut für Musikalische Rezeptions- und Interpretationsgeschichte am Mozarteum, von Oktober 2010 bis September 2014 war er Vizerektor für Entwicklung und Forschung.
Von 2011 bis 2014 engagierte er sich in der Leitung des interuniversitären Doktorandenkollegs Kunst und Öffentlichkeit tätig, von 2015 bis 2018 wirkte er in der Leitung des 3-jährigen interuniversitären Doktorandenkollegs Die Künste und ihre öffentliche Wirkung. Konzepte – Transfer – Resonanz.
Wolfgang Gratzer ist seit 1990 mit Gerda Gratzer verheiratet und Vater dreier Kinder.

## Veröffentlichungen
Publikationen, Konzeption von Symposien und Buchprojekten:
- Musikalische Rezeption (Musik und Migration, Musikverstehen, Geschichte des Musikhörens, Musik der Gegenwart, Musikgeschichtsschreibung, Mozart-Rezeption)
- Musikalische Interpretation (Geschichte musikalischer Bearbeitungen, Interpretenstilistik)
- Interdisziplinäre Themen (Ästhetische Theorien, Musik und Bildende Kunst, Literaturmusik)

Mitherausgeber von Buchreihen:
- 2006- (gem. mit Joachim Brügge und Thomas Hochradner): klang-reden. Schriften zur Musikalischen Rezeptions- und Interpretationsforschung (Freiburg/Br.: Rombach)
- 2010- (gem. mit Otto Neumaier): Artes liberales. Beiträge zum Verständnis von Wissenschaft und Kunst (Möhnesee: Bibliopolis)
- 2018- (gem. mit Nils Grosch): Musik und Migration (Münster: Waxmann)

## Lehrtätigkeiten
Universitätslehre 
(Universität Mozarteum Salzburg, Universität Wien, Donau-Universität Krems):
- Musikgeschichte im Überblick
- Musikalische Rezeption (z. B. Geschichte des Musikhörens, Ästhetische Theorien, Musikalische Werturteile)
- Musikalische Interpretation (z. B. Nikolaus Harnoncourt und die Geschichte des Dirigierens, Methoden der Interpretationsforschung)
- Interdisziplinäre Themen (z. B. Musik und Malerei, Literatur und Musik, Oral history)

Lehrerfortbildung 
(Aufenthalte u. a. in Nordeuropa, China, Indien, Japan und der Mongolei):
- Musik und zeitgenössische Literatur (z. B. Wiener Gruppe, Otto M. Zykan, Vertonungen von Texten Ingeborg Bachmanns)
- Mozartrezeption (z. B. Vermarktung Mozarts)
- Kultur- und Musikgeschichte Österreichs (z. B. Österreich als „Musikland“, Wiener Moderne und Sigmund Freud)

## Beiträge zur Universitätsentwicklung
- Evaluierung an Kunstuniversitäten
- Doktoratsstudien
- Entwicklung spezieller Studienangebote an der Universität Mozarteum Salzburg zu Themen (a) körperorientierten Lernens, (b) Persönlichkeitsentwicklung, (c) Selbstmanagement
- Kunst-ARCHIV-Raum (Universität Mozarteum Salzburg)

## Buchprojekte
- 2023 The Rouledge Handbook of Music and Migration. Theories and Methologies (Routledge Music Handbooks), hg. gemeinsam mit Nils Grosch, Susanne Scheiblhofer, Ulrike Präger, New York: Routledge 2023.
- 2023 Musik und Migration. Musik und Migration: Ein Theorie- und Methodenhandbuch (Musik und Migration 3), hg. gemeinsam mit Nils Grosch, Susanne Scheiblhofer, Ulrike Präger, Münster: Waxmann 2023 (Open access)
- 2019 Proben-Prozesse. Über das Entstehen von Musik und Theater (klang-reden 22), hg. gemeinsam mit Christoph Lepschy, Freiburg/Br.: Rombach
- 2018 Polemische Arien. Zykan, Pirchner und Wisser als Akteure in Kontroversen (klang-reden 19), hg. gemeinsam mit Thomas Nußbaumer, Freiburg/Br.: Rombach
- 2017 Komponieren & Dirigieren. Doppelbegabungen als Thema der Interpretationsgeschichte (klang-reden 16), hg. gemeinsam mit Alexander Drcar, Freiburg/Br.: Rombach
- 2016 Salzburg – Sounds of Migration. Geschichte und aktuelle Initiativen (Veröffentlichungen zur Geschichte der Universität Mozarteum Salzburg 7), hg. gemeinsam mit Sylvia Hahn, Michael Malkiewicz, Sabine Veits-Falk, Wien: Hollitzer
- 2014 Der Gordische Knoten. Lösungsszenarien in Kunst und Wissenschaft (Schnittstellen. Wissenschaft und Kunst im Dialog 5), hg. gemeinsam mit Otto Neumaier, München: Lit
- 2014 Almanach der Universität Mozarteum Salzburg 2013/14 (Veröffentlichungen zur Geschichte der Universität Mozarteum Salzburg 6), Wien: Hollitzer
- 2013 Arbeit am musikalischen Werk. Zur Dynamik künstlerischen Handelns (klang-reden 9), hg. gemeinsam mit Otto Neumaier, Freiburg/Br.: Rombach
- 2013 Almanach der Universität Mozarteum Salzburg 2012/13 (Veröffentlichungen zur Geschichte der Universität Mozarteum Salzburg 4), Wien: Hollitzer
- 2012 Dietrich Fischer-Dieskau. Zu seiner Entwicklung als Sänger und Musikdenker (klang-reden 8), Freiburg/Br.: Rombach
- 2012 Almanach der Universität Mozarteum Salzburg 2011/12 (Veröffentlichungen zur Geschichte der Universität Mozarteum Salzburg 3), Wien: Hollitzer
- 2011 Qualitätshandbuch Studium, Salzburg: Universität Mozarteum Salzburg
- 2011 Almanach der Universität Mozarteum Salzburg 2010/11 (Veröffentlichungen zur Geschichte der Universität Mozarteum Salzburg 1), Wien: Hollitzer
- 2010 Guernica. Über Gewalt und politische Kunst, hg. gemeinsam mit Otto Neumaier, München: Fink
- 2009 Ereignis Klangrede. Nikolaus Harnoncourt als Dirigent und Musikdenker (klang-reden 3), Freiburg/Br.: Rombach
- 2009 Wahlverwandtschaften. Programmbuch Salzburg Biennale 2009, Saarbrücken: Pfau
- 2008 Mozarts letzte drei Sinfonien. Stationen ihrer Interpretationsgeschichte (klang-reden 1), hg. gemeinsam mit Joachim Brügge und Thomas Hochradner, Freiburg/Br.: Rombach
- 2008 Herausforderung Mozart. Komponieren im Schatten kanonischer Musik (klang-reden 2), Freiburg/Br.: Rombach
- 2007  Bildmusik. Gerhard Rühm und die Kunst der Gegenwart, hg. gemeinsam mit Joachim Brügge und Otto Neumaier, Saarbrücken: Pfau
- 2007 Ankommen: Gehen. Adriana Hölszkys Textkompositionen, hg. gemeinsam mit Jörn Peter Hiekel, Wiesbaden: Schott
- 2003 Komponistenkommentare. Beiträge zu einer Geschichte der Eigeninterpretation [Habilitationsschrift, Universität Wien 2001] (Wiener musikwissenschaftliche Beiträge 22), Wien-Köln-Weimar: Böhlau
- 2001 Übersetzte Zeit. Das Mittelalter und die Musik der Gegenwart, hg. gemeinsam mit Hartmut Möller, Hofheim: Wolke
- 1998 Der Trend zum Event. Über das Veranstalten zeitgenössischer Musik (Schriftenreihe Zentrum Zeitgenössischer Musik 3), hg. gemeinsam mit Gerhard Eder, Saalfelden: Zentrum Zeitgenössischer Musik
- 1997 Nähe und Distanz. Nachgedachte Musik der Gegenwart 2, Hofheim: Wolke
- 1997 Perspektiven einer Geschichte abendländischen Musikhörens (Schriften zur musikalischen Hermeneutik 7), Laaber: Laaber
- 1996 Jazz, neue Musik und Medien (Schriftenreihe Zentrum Zeitgenössischer Musik 2) hg. gemeinsam mit Gerhard Eder, Saalfelden: Zentrum Zeitgenössischer Musik
- 1996 Nähe und Distanz. Nachgedachte Musik der Gegenwart 1, Hofheim: Wolke
- 1995 Hermeneutik im musikwissenschaftlichen Kontext (Schriften zur musikalischen Hermeneutik 4), hg. gemeinsam mit Siegfried Mauser, Laaber: Laaber
- 1993 Zur "wunderlichen Mystik" Alban Bergs [Dissertation 1989], Wien: Böhlau
- 1992 Mozart in der Musik des 20. Jahrhunderts. Formen ästhetischer und kompositionstechnischer Rezeption (Schriften zur musikalischen Hermeneutik 2), hg. gemeinsam mit Siegfried Mauser, Laaber: Laaber
- 1992 De Editione musices. Festschrift Gerhard Croll zum 65. Geburtstag, hg. gemeinsam mit Andrea Lindmayr-Brandl, Laaber: Laaber